# Еса Риос
Хосе Селдано е мексикански професионален кечист и лучадор работи за луча либре. Извън Мексико той е най-известен за работата си в Световната федерация по кеч като Еса Риос и Папи Чуло.

## Завършващи движения
- Флип ДДТ (Flip Over DDT)
- Задно Салто (Diving Moonsault)
- Цамбурване 450 (450 Splash)
- Звезна Преса (Shoothing Star Press)

### Мениджъри
- - Антонио Пеня
  - Лита

#### Титли и отличия
- Asistencia Asesoría y Administración
  - Mексиканската Титла В Тежка Категория (Mexican National Heavyweight Championship) – 1 път

- Луча Либре (Consejo Mundial de Lucha Libre)
  - CMLL World Tag Team Championship – 1 път с Хектор Гарза
  - CMLL World Trios Championship – 1 път с Хектор Гарза и Перо Агуайо
  - Mexican National Trios Championship – 1 път с Дамян 666 и Хелоуин

- Международната Kеч Aсоциация (International Wrestling Association)
  - IWA World Junior Heavyweight Championship – 1 път

- Total Nonstop Action Wrestling
  - America's X Cup (2004) – с Juventud Guerrera, Abismo Negro, Héctor Garza и Heavy Metal

- Universal Wrestling Association
  - UWA World Light Heavyweight Championship – 2 пъти

- Световна Федерация По Kеч (World Wrestling Federation)
  - Tитлата B Лека Kатегория (WWF Light Heavyweight Championship) – 1 път